# Kopîtiv, Koreț
Kopîtiv (în ucraineană Копитів) este un sat în comuna Ricikî din raionul Koreț, regiunea Rivne, Ucraina.

## Demografie
Componența lingvistică a localității Kopîtiv
     Ucraineană (99,09%)
     Alte limbi (0,91%)
Conform recensământului din 2001, majoritatea populației localității Kopîtiv era vorbitoare de ucraineană (99,09%), existând în minoritate și vorbitori de alte limbi.